# Inscriptions de Pompéi
En raison des conditions particulières de sa destruction, la région de Pompéi a conservé un nombre considérable d'inscriptions latines et offre, pour ceux qui les étudient, un dossier documentaire sans équivalent. L'écriture jouait un rôle essentiel dans la vie quotidienne des cités romaines qui pratiquaient abondamment la gravure monumentale sur pierre, pour honorer les dieux, les notables, commémorer des circonstances particulières (constructions, etc.) ou conserver la mémoire des défunts. L'étude philologique et historique de ces inscriptions parvenues jusqu'à nous est l'objet de l'épigraphie latine. À la différence de bien d'autres sites antiques où beaucoup d'inscriptions ont été perdues, brisées ou déplacées, Pompéi offre un instantané de la présence de l'écriture monumentale dans la ville. Bien plus, l'ensevelissement sous les cendres a aussi conservé des documents gravés ou peints qui ne nous sont habituellement pas parvenus en raison de leur fragilité : graffitis, affichage municipal ou commercial… Les cendres ont aussi conservé des documents écrits privés. Les inscriptions de Pompéi offrent donc un aperçu assez complet de la vie publique et quotidienne d'une cité antique telle qu'elle se donnait à lire à ses concitoyens alphabétisés.

## Les inscriptions électorales

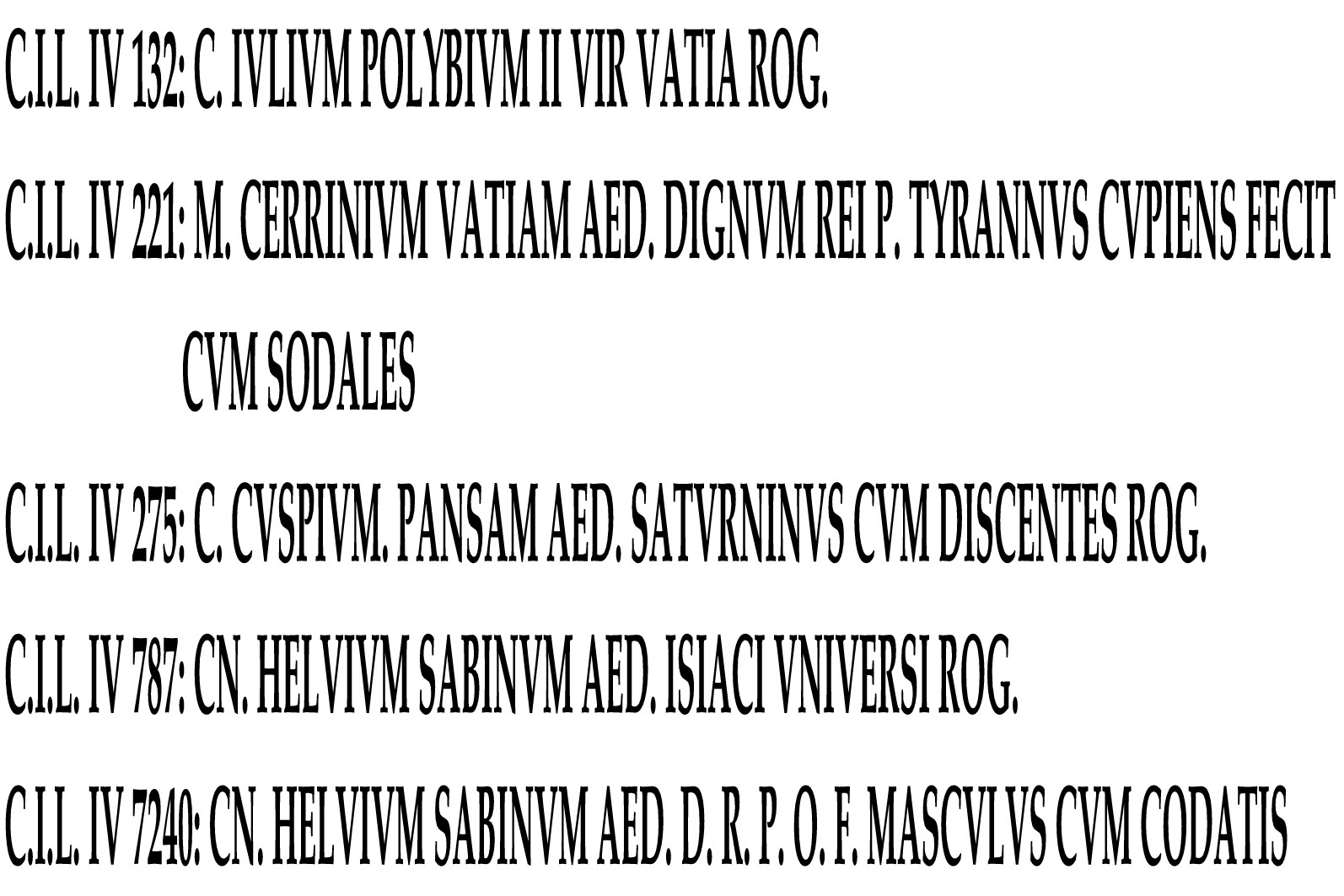
Textes d'inscriptions électorales de Pompéi.

De nombreuses inscriptions (programmata) — on en compte plus de 2 600 — peintes en rouge et noir nous permettent de saisir le déroulement des campagnes politiques donnant même l'impression d'une « fièvre électorale ». 
On distingue les programmata antiquissima — peu nombreux —, qui datent des débuts de Pompéi comme colonie romaine, des programmata recentiora, dont l'immense majorité date des années qui précèdent l'éruption. Les inscriptions électorales comportent le nom du candidat suivi de la magistrature à laquelle il prétend (édilité, duumvirat…) et de la mention de ses soutiens. Certaines de ces inscriptions pouvaient être parodiques et émaner de concurrents. Une partie de ces inscriptions étaient l'œuvre de collectivités : les foulons, les membres d'un quartier, les dévots d'Isis…

## Graffiti divers
Outre les annonces électorales, les murs portaient de nombreuses autres mentions écrites de nature plus ou moins publique. Les annonces de spectacles témoignent de l'importance de ces activités pour la cité, mais aussi du désir des évergètes de voir leur action reconnue. Les murs de Pompéi étaient aussi le lieu d'expressions plus personnelles, du portrait croqué rapidement jusqu'aux inscriptions au texte explicitement sexuel en passant par les attaques personnelles, les petites annonces ou une liste de courses. Certains graffitis peuvent être attribués aux enfants.

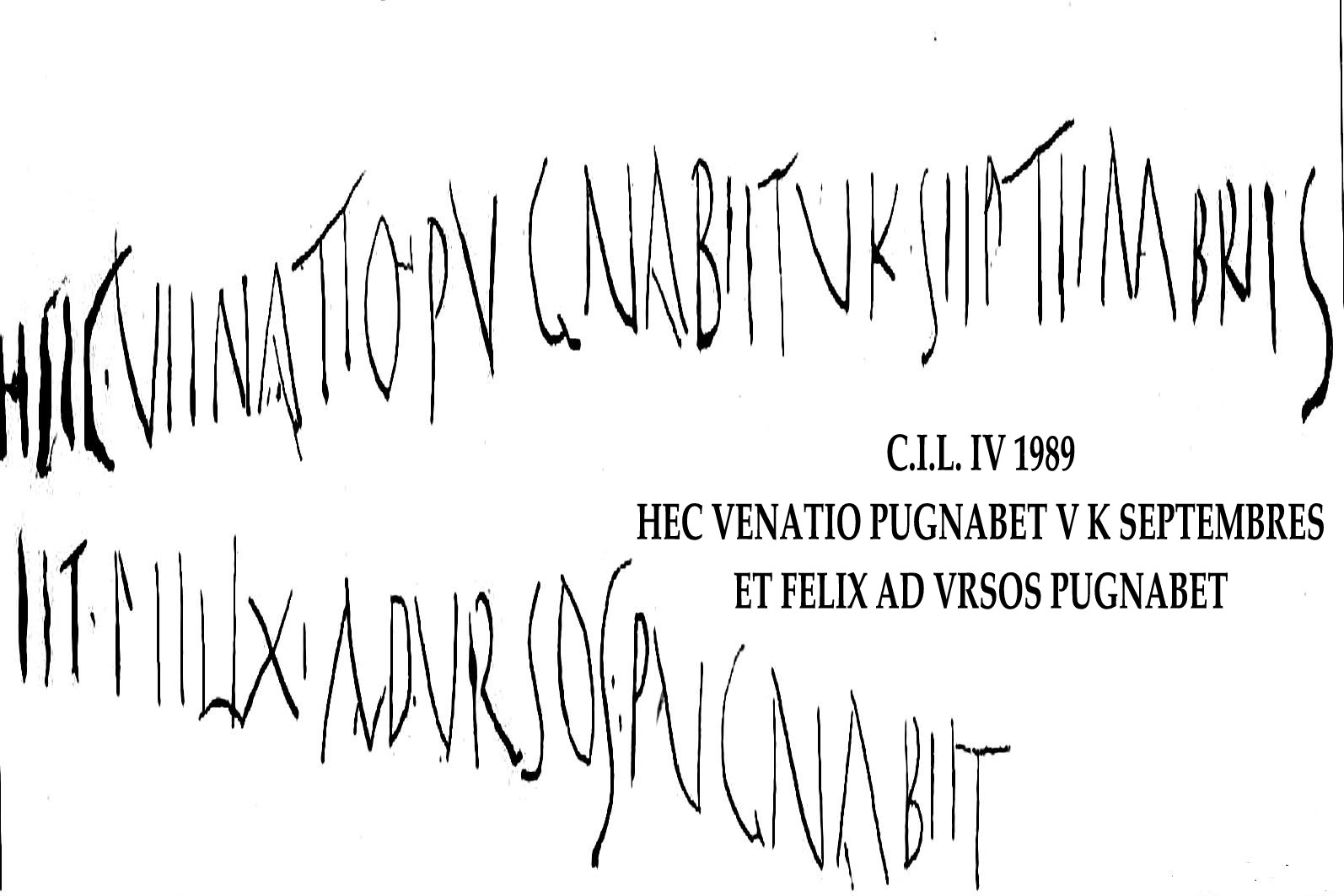
Annonce d'un spectacle de chasse : « Ici on donnera une chasse le 5 des calendes de septembre : Felix combattra contre des ours ».

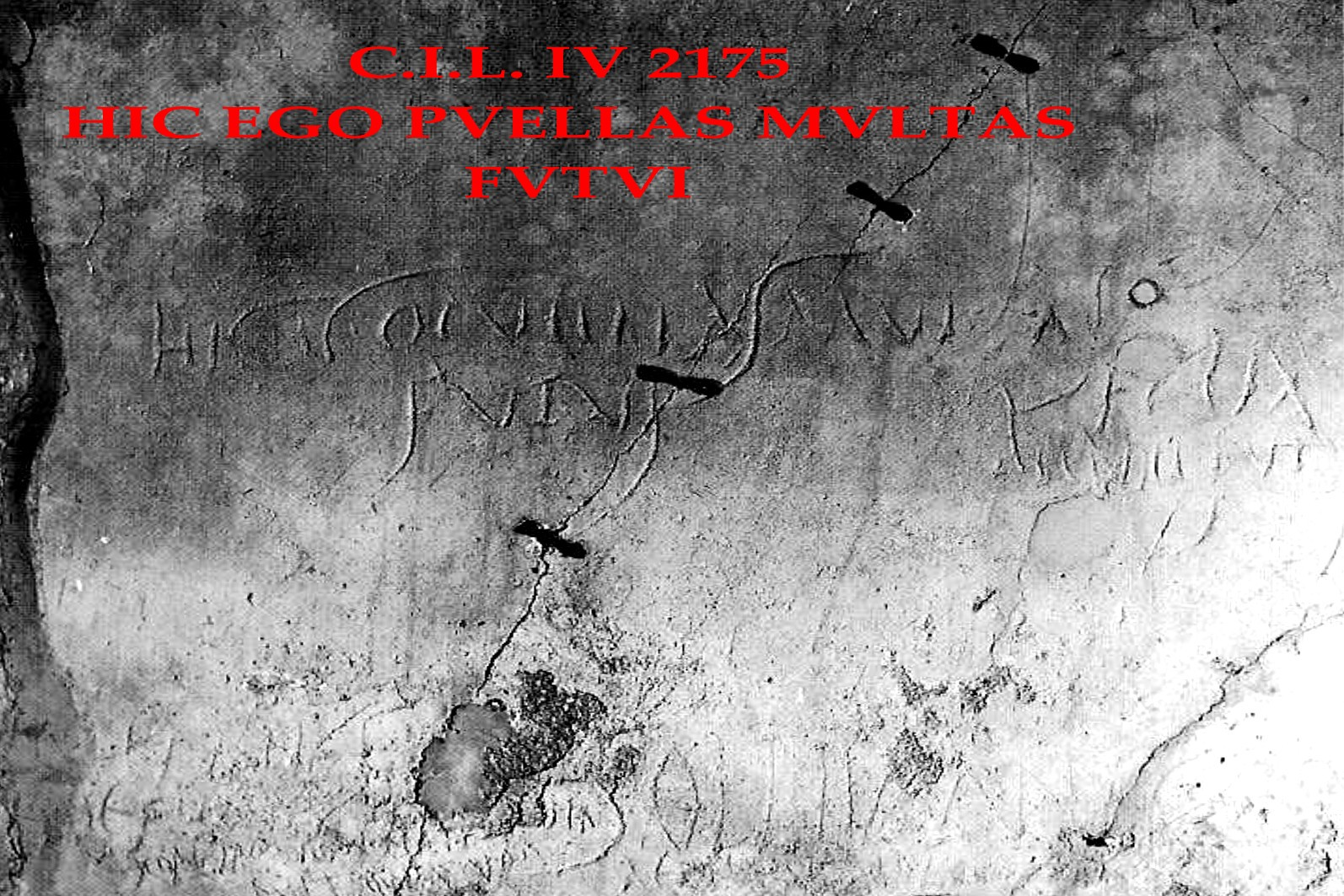
Graffiti à caractère sexuel.

## Publications
Les inscriptions peintes et les graffitis ont été publiés dans le tome IV du Corpus Inscriptionum Latinarum uniquement consacré à la région de Pompéi, Herculanum et Stabies. Les inscriptions sur pierre et l'instrumentum domesticum ont été publiés dans le tome X du Corpus Inscriptionum Latinarum.

### Corpus et recueils
- Corpus Inscriptionum Latinarum IV, Inscriptiones parietariae Pompeianae, Herculanenses, Stabianae, accedunt vasorum fictilium. Indices. Berlin, 1871-1970
- Corpus Inscriptionum Latinarum X, Inscriptiones Bruttiorum Lucaniae Campaniae Siciliae Sardiniae Latinae, Berlin, 1883.
- G.O. Onorato, Inscriptiones Pompeianae. Honores et munera. Iscrizioni Pompeiane. La vita pubblica, Florence, 1957.
- H. Geist, Pompeianische Wandinschriften. 400 Originaltexte mit Übersetzung und Angabe des Fundorte. Munich, 1960.

### Traductions françaises
- Mary Beard, Pompéi. La vie d'une cité romaine, Seuil, 2012
- Marisa Ranieri Panetta (dir.), Pompéi, Gründ, 2004
- Philippe Moreau (trad. du latin), Sur les murs de Pompéi : Cent vingt-trois inscriptions lapidaires et pariétales de Pompéi, Paris, Le Promeneur, coll. « Le cabinet des lettrés », 1993, 78 p. (ISBN 2-07-073373-4)Texte latin et trad. française en regard